# Menasze Kadiszman
Menasze Kadiszman (hebr. ‏מנשה קדישמן‎ Mənaššeh Qaddišman, ur. 21 sierpnia 1932 w Tel Awiwie, zm. 8 maja 2015) – izraelski rzeźbiarz i malarz. Laureat licznych nagród, w tym państwowej nagrody Izraela.

## Życiorys

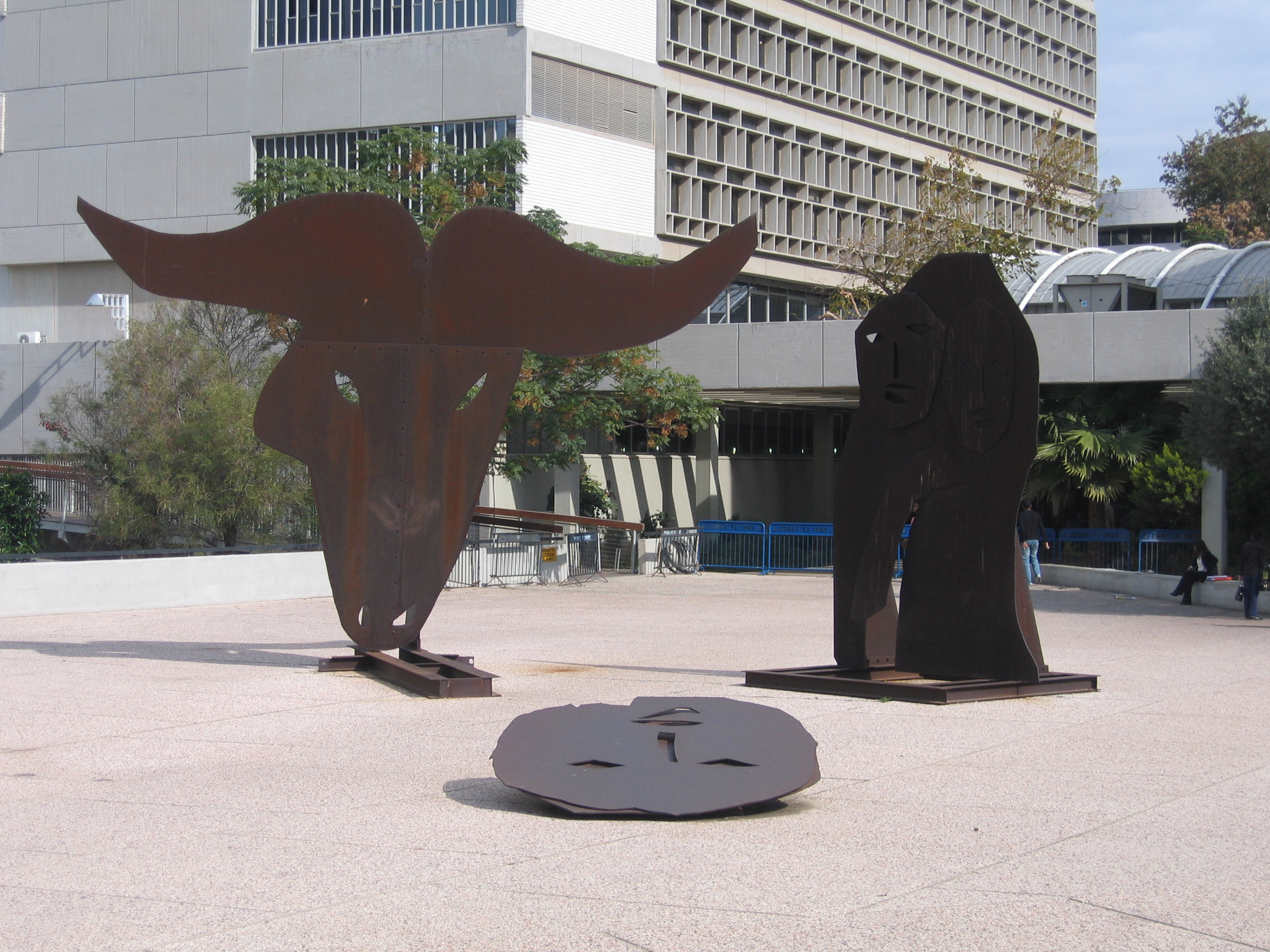
Rzeźba artysty przed Muzeum Sztuki w Tel Awiwie

Urodził się w 1932 roku w Tel Awiwie. W latach 1947–1950 uczył się rzeźby u Moshe Sternschussa w Tel Awiwie, a w 1954 w Jerozolimie pod kierunkiem Rudiego Lehmanna. Następnie przeniósł się do Londynu, gdzie w latach 1959–1960 pobierał nauki w St. Martin's School of Art oraz Slade School of Fine Art.
W 1960 otrzymał stypendium America-Israel Cultural Foundation. Jego pierwsza indywidualna wystawa rzeźbiarska odbyła się w 1965 roku w Grosvenor Gallery w Londynie. W 1967 otrzymał pierwszą nagrodę w kategorii rzeźba na V Międzynarodowym Biennale w Paryżu. Na początku lat 60. zajmował się głównie rzeźbą minimalistyczną. Jego ówczesne dzieła wydawały się niezależne od praw grawitacji; efekt ten uzyskiwał m.in. poprzez stosowanie szklanych elementów, podtrzymujących elementy metalowe. W późnych latach 60. zaczął tworzyć sztukę konceptualną.
W 1970 roku dla Muzeum Żydowskiego w Nowym Jorku zaprezentował pracę pt. Yellow Forrest („żółty las”) – na drzewach Central Parku przybił żółte metalowe prostokąty, nawiązujące do żółtych nowojorskich taksówek i żółtych świateł sygnalizacji świetlnej. W 1972 roku zamieszkał w Tel Awiwie. W 1978 roku na Biennale w Wenecji zaprezentował stado owiec, których grzbiety pomalował na różne kolory. Nawiązywał tym samym do funkcji pasterza, którą w młodości sprawował w kibucu. W tym okresie pracował również nad projektem Telephone Pages, polegającym na rysowaniu wzorów na kartach książek telefonicznych pochodzących z miejsc, które odwiedzał.

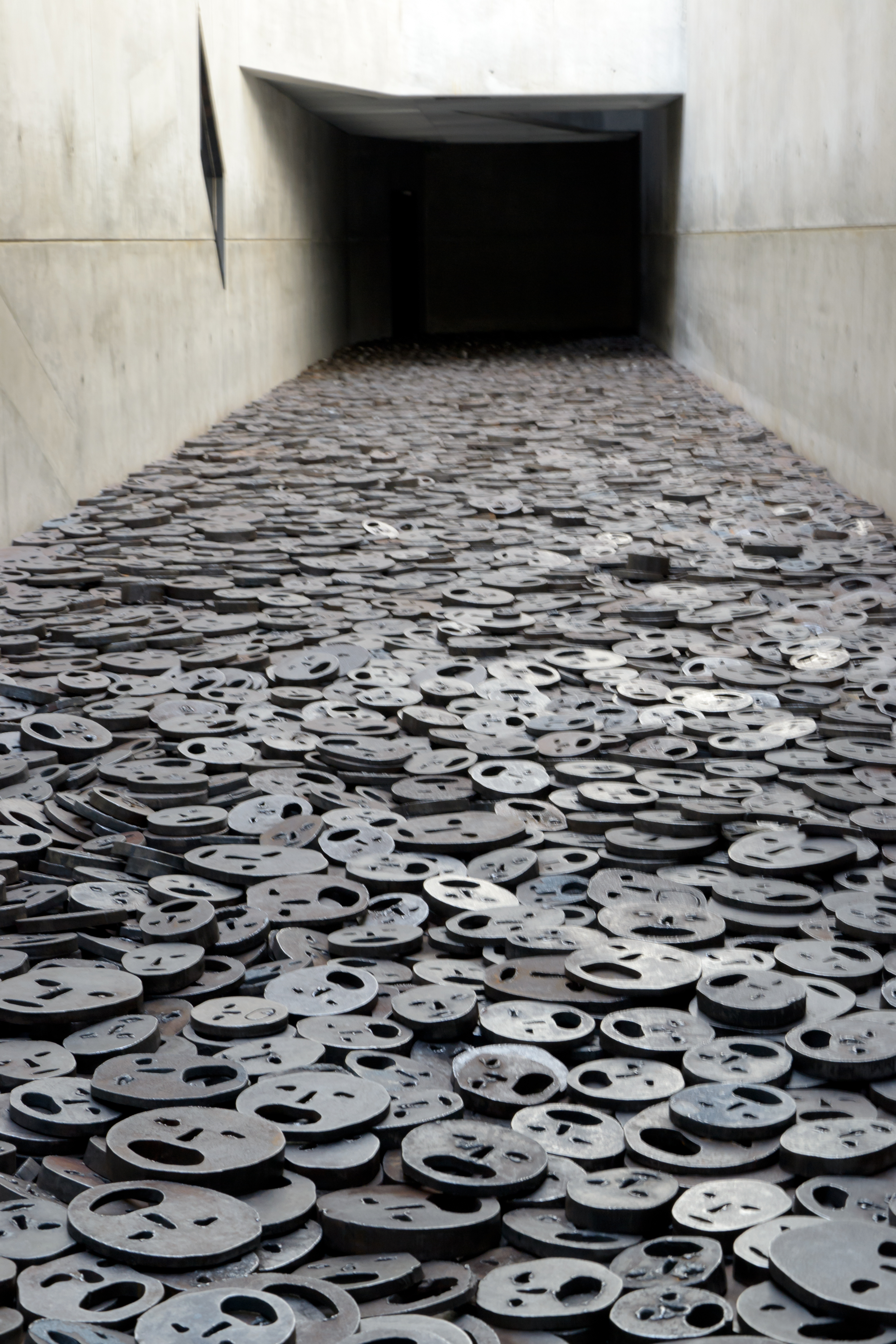
Shalechet

W latach 80. artysta tworzył sztukę w nurcie neoekspresjonizmu. Pod koniec tej dekady powstała seria rzeźb pt. Birth („narodziny”), przedstawiających postacie rodzących w cierpieniu kobiet, wykonane z wygiętego metalu. W 1995 roku artysta rozpoczął malowanie portretów owiec, portrety te stały się znakiem rozpoznawczym artysty. W tym samym roku otrzymał państwową nagrodę Izraela w kategorii sztuki plastyczne. Jest również autorem instalacji Shalechet („spadające liście”), wystawionej w Muzeum Żydowskim w Berlinie. W 2002 roku otrzymał nagrodę Honorary Fellowship Award przyznawaną przez Muzeum w Tel Awiwie.